# Final Fantasy XV
Final Fantasy XV is een actie-RPG ontwikkeld en uitgebracht door Square Enix.
Het spel kende een lang ontwikkeltraject dat al sinds 2006 liep. Aanvankelijk droeg het spel de naam Final Fantasy Versus XIII en was het de bedoeling het spel uitsluitend voor de PlayStation 3 uit te brengen.